# Кизлярское
Кизлярское — деревня в Пашском сельском поселении Волховского района Ленинградской области.

## История
Деревня Кизлярская упоминается на карте Санкт-Петербургской губернии Ф. Ф. Шуберта 1834 года.

КИЗЛЯКОВО — деревня принадлежит генерал-майору Мерлину, титулярной советнице Унковской и наследникам господина Мордвинова, число жителей по ревизии: 16 м. п., 13 ж. п. (1838 год)

На карте Ф. Ф. Шуберта 1844 года деревни по правому берегу реки Кондежка обозначены как Волость Кондежская.

КИЗЛЯРСКАЯ — деревня полковницы Томиловой и Ильиной, по просёлочной дороге, число дворов — 7, число душ — 18 м. п. (1856 год)

КОЗЛЯЦКАЯ — деревня владельческая при реке Кондюшке, число дворов — 11, число жителей: 40 м. п., 30 ж. п. (1862 год)

В 1866 году временнообязанные крестьяне деревни выкупили свои земельные наделы у А. А. Ильина и стали собственниками земли.
В 1870—1871 годах временнообязанные крестьяне выкупили свои земельные наделы у В. В. Казимирова.
В 1877 году крестьяне выкупили наделы у С. К. Унковского.
Сборник Центрального статистического комитета описывал её так:

КИЗЛЯРСКАЯ — деревня бывшая владельческая при реке Кондюжке, дворов — 15, жителей — 66; лавка. (1885 год)

Согласно материалам по статистике народного хозяйства Новоладожского уезда 1891 года одно из имений при селении Кизлярское площадью 2976 десятин принадлежало купчихе А. Я. Колотушкиной; второе имение принадлежало дворянину В. В. Казимирову, имение было приобретено до 1868 года; третье имение принадлежало Товариществу «Громов и К°»; четвёртое имение площадью 1218 десятин принадлежало жене статского советника М. И. Цыловой, имение было приобретено в 1885 году за 3300 рублей.
Согласно епархиальным сведениям 1899 года деревня относилась к приходу Крестовоздвиженской церкви Шижнемского погоста в селе Часовенское Новоладожского уезда.
В конце XIX — начале XX века деревня административно относилась к Николаевщинской волости 3-го стана Новоладожского уезда Санкт-Петербургской губернии.
По данным «Памятной книжки Санкт-Петербургской губернии» за 1905 год деревня называлась Кизлярская и входила в состав Кондежского сельского общества.
Согласно военно-топографической карте Петроградской и Новгородской губерний издания 1912 года деревня также называлась Кизлярская.
С 1917 по 1923 год деревня Кизлярское входила в состав Кондежского сельсовета Николаевщинской волости Новоладожского уезда.
С 1923 года в составе Пашской волости Волховского уезда.
С 1927 года в составе Пашского района.
По данным 1933 года деревня Кизлярское являлась административным центром Кондежского сельсовета Пашского района Ленинградской области, в который входили 10 населённых пунктов: деревни Ашперлова Гора, Кизлярское, Макаровщина, Малая Часовенская, Малыкино, Новинка, Подгорье, Спирово, Фоминская, Щемиловка, общей численностью 897 человек.

Деревня Кизлярское на карте 1940 года

В 1940 году население деревни Кизлярское составляло 100 человек.
С 1955 года в составе Новоладожского района.
С 1963 года в составе Волховского района.
По данным 1966 и 1973 годов деревня Кизлярское также входила в состав Кондежского сельсовета Волховского района.
По данным 1990 года деревня Кизлярское входила в состав Часовенского сельсовета.
В 1997 году в деревне Кизлярское Часовенской волости проживали 38 человек, в 2002 году — 31 человек (все русские).
В 2007 году в деревне Кизлярское Пашского СП — 19, в 2010 году — 14 человек.

## География
Деревня расположена в северо-восточной части района на автодороге Сорзуй — Новина.
Расстояние до административного центра поселения — 43 км. Расстояние до районного центра — 130 км.
Расстояние до ближайшей железнодорожной станции Паша — 45 км.
Деревня находится на правом берегу реки Кондега.

## Демография
| 1862 | 2002 | 2007 | 2010 | 2012 | 2017 |
| ---- | ---- | ---- | ---- | ---- | ---- |
| 70   | ↘31  | ↘19  | ↘14  | ↘11  | ↗28  |

### Национальный состав
Согласно данным Всероссийской переписи населения 2021 года в деревне проживали 17 человек, все русские.